# Neurotoxină

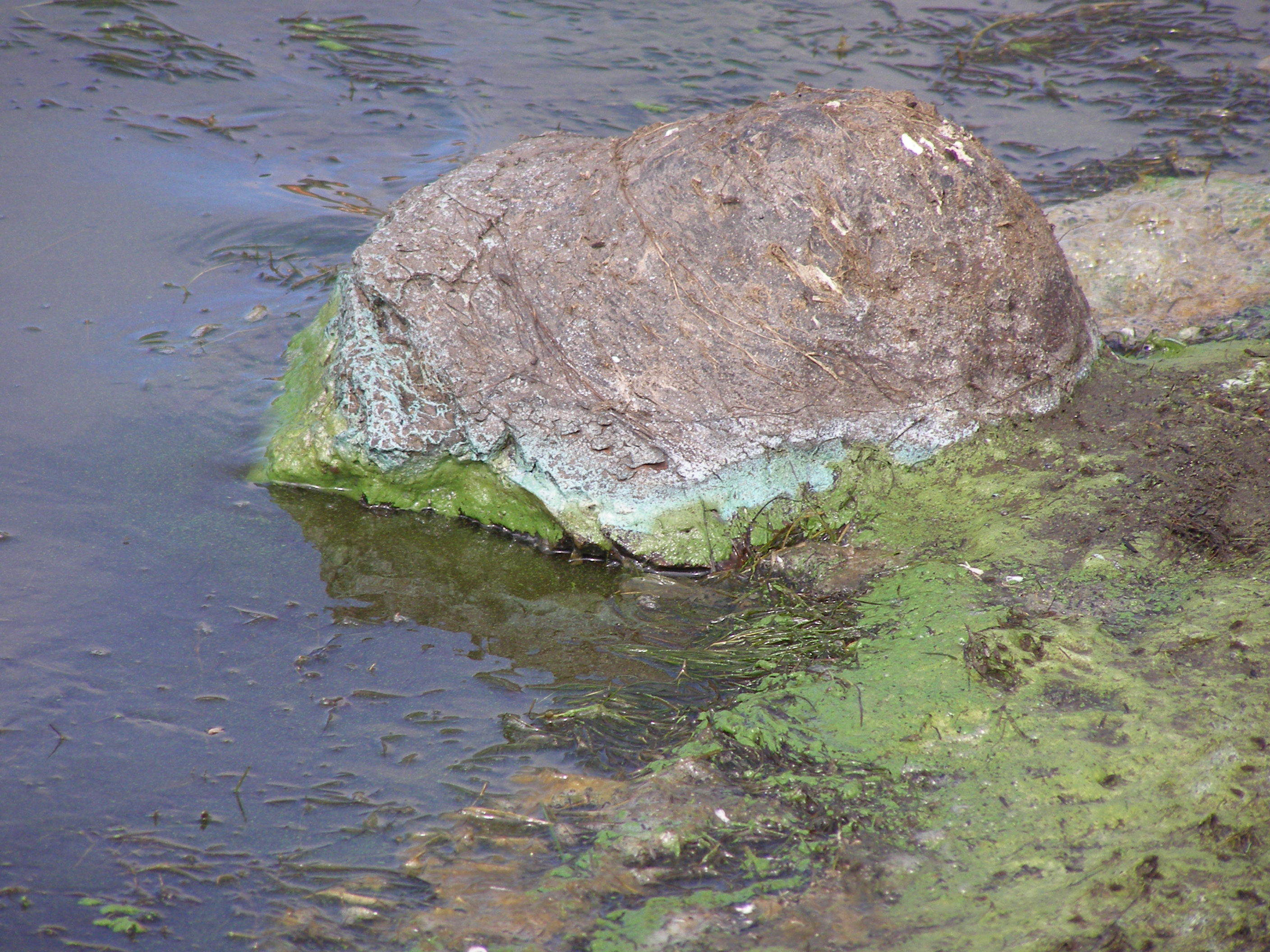
Neurotoxinele pot fi întâlnite într-o varietate de organisme, printre care sunt și cianobacteriile.

Neurotoxinele sunt substanțele care afectează sau acționează asupra țesutul nervos.  Printre exemplele comune se numără plumbul, etanolul, glutamatul de mangan, toxina botulinică și toxina tetanică. Patologia expunerii la neurotoxine include apoptoza neuronilor și câteodată distrugerea nevrogliilor.